# Aleurocanthus serratus
Aleurocanthus serratus là một loài côn trùng cánh nửa trong họ Aleyrodidae, phân họ Aleyrodinae.
Aleurocanthus serratus được Quaintance & Baker miêu tả khoa học đầu tiên năm 1917.